# 贾庆国

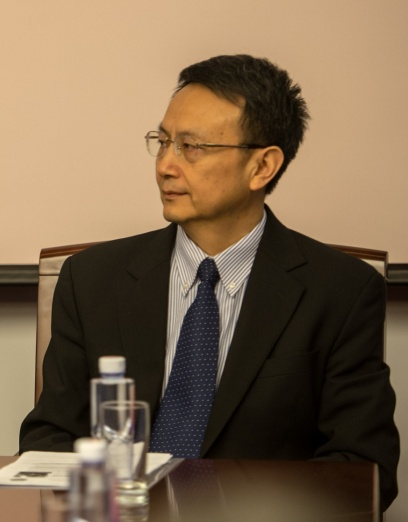
贾庆国在北京大学任职期间，接待雷蒙德·奥迪尔诺访问

贾庆国（1956年—），汉族，中华人民共和国政治人物、学者，北京大学国际关系学院原院长，现任北京大学中外人文交流基地主任、北京大学全球治理中心主任。
曾分别担任过中国民主同盟北京市委副主委，民盟中央委员、常委，民盟中央联络委员会主任、法治委员会主任以及教育委员会主任；先后担任第十届全国政协委员，第十一届、十二届、十三届和十四届全国政协常务委员。